# María Gracia Subercaseaux
María Gracia Subercaseaux (30 de agosto de 1970)es una fotógrafa, conductora de radio y televisión chilena. Su obra ha sido expuesta en múltiples muestras individuales.

## Primeros años de vida
Sus padres se separaron cuando ella era una niña.Tenía un hermano fallecido en su juventud, de nombre Diego.Desde pequeña, se interesó por el arte y desarrolló hobbies relacionados al dibujo y la pintura.Estudió en el Villa María Academy,después Artes Plásticas en la Pontificia Universidad Católica de Chile y con el paso de los años, su amor por el arte derivó a la fotografía.

### Matrimonios e hijos
Se casó a los 25 años por primera vez, estuvo en dicha relación por diez años y tuvo una hija, Augusta Fontaine Subercaseaux.
Después de tres años de relación, en febrero de 2020, contrajo matrimonio con el exfutbolista Waldemar Méndez.

## Vida artística
Una de las figuras que más influyó en su formación como fotógrafa fue Luis Poirot, quien se convertiría en su maestro. Las obras de María Gracia se centraron en elementos como el desnudo, los retratos y autorretratos.
Condujo el programa radial en la radio Zero junto al periodista Rodrigo Guendelman (“Acid Bar”), escribió e hizo fotos para la revista Caras y fue panelista estable en Pasiones y Sin prejuicios de TVN.En la misma, radio condujo el programa Divertimento, también junto a Rodrigo Guendelman, entre 2001 y 2015.
Actualmente, sus proyectos fotográficos abarcan diversos temas, siendo el principal sus viajes alrededor del mundo, que además complementa con sus programas en su canal de YouTube, “La Gracia de viajar”, donde recorre diferentes partes del mundo.
Es conocida por su participación en el programa de viajes "Mundo Ad Portas" de Canal 13, el cual la llevó, junto con la fotografía, a viajar a los destinos más increíbles del planeta.